# Districte de Larkana
El districte de Larkana és una divisió administrativa de Sind, al Pakistan. La capital és Larkana. La superfície és de 7.423 km² i la població (cens del 1998) d'1.927.066 habitants. El nom deriva de la trinu larak que vivia a la zona però va emigrar al Kathiawar.

## Administració
Està format per les següents talukes:
- Dokri
- Bakrani
- Larkana
- Ratodero

## Història
Quan vers 1783 fou expulsada la dinastia kalhora de Sind, un cap brahui va aconseguir el domini del territori dels talpurs, en compensació per la mort d'un membre notable de la tribu; però al segle xix els talpurs van recuperar el domini. Dels talpurs va passar als britànics el 1843 amb la resta del Sind.
El districte es va formar el 1901 amb territoris segregats dels districtes de Sukkur i de Karachi
El districte estava a la presidència de Bombai i tenia una superfície de 13.186 km² estant limitat a l'est pel riu Indus i a l'oest pel kanat de Kalat (amb les muntanyes Kirthar i Pab), tenint al nord els districtes de Sukkur i de la Frontera de l'Alt Sind (Districte d'Upper Sind Frontier), i al sud el districte de Karachi. El territori en general era pla excepte les muntanyes de l'oest. Entre els monuments destacats cal esmentar: 
- Tomba de Shah Baharah, a Larkana
- Tomba de Shahal Muhammad Kalhora, a Fatehpur
- Fort de Sehwan (atribuït a Alexandre el Gran)
- Tomba de Lai Shahbaz, a Sehwan, del segle XIV
- Ruïnes d'una ciutat a Khudabad amb la tomba de Yar Muhammad Kalhora, i una mesquita

La població del districte el 1901 era de 656.083 habitants. Estava dividit en 3 subdivisions i deu talukes:
- Larkana
  - Larkana
  - Labdarya
  - Ratodero (o Rato-dero)
  - Kambar
- Mehar
  - Mehar
  - Nasirabad
  - Kakar (o Kakkar)
- Sehwan
  - Sehwan
  - Dadu
  - Johi

Les cinc ciutats (i municipalitats) del districte eren Larkana, la capital, Sehwan, Kambar, Rato-dero i Bubak. La llengua habitual era el sindi (94%) i la religió els islam (85%) i l'hinduisme (15%). La taluka de Larkana tenia una superfície de 691 km² i una població el 1901 de 100.827 i capital a Larkana (població: 14.543 habitants), amb altres 72 pobles.